# Fernando Von Rossum

Fernando Von Rossum (Monterrey, Nuevo León, 21 de febrero de 1942), es un ex cronista deportivo especializado en fútbol americano. Su legado marcó todo un hito en los medios de comunicación, pues contribuyó a la adaptación del vocabulario del fútbol americano al español, creando un nuevo puente lingüístico entre este deporte y los aficionados hispanohablantes, principalmente los ubicados en México.
Su adaptación a la lengua española fue esencial para que los aficionados fuera de los Estados Unidos comprendieran el juego mediante sus términos propios, creando así un arraigo masivo y el incremento de la popularidad de este deporte fuera de su país de origen. Debido a su innovación, Von Rossum se convirtió en el máximo responsable de haber construido la presencia de la NFL en México.
Sus aportaciones al fútbol americano fueron reconocidas el 2 de agosto de 2024, cuando fue inducido al Salón de la Fama del Fútbol Americano Profesional al recibir el "Ralph Hay Pioneer Award", reconocimiento entregado a pocas personas desde 1972. De esta manera, se convirtió en el primer extranjero en ser inducido a dicho Salón.

## Trayectoria
Fernando nació en la ciudad de Monterrey, Nuevo León. En 1963, mientras estudiaba entre el segundo o el tercer año de la carrera en ingeniería industrial, incursionó por primera vez en los medios de comunicación al formar parte del canal 6 Multimedios para cubrir, sin compañeros comentaristas, los partidos de la Liga Americana de la extinta American Football League. (la sucesora de la National Football League).
A partir de ese momento, se convirtió en pionero de las transmisiones de futbol americano profesional en México.
Tiempo después, al ver que este deporte no era tan conocido en su país y que no era aceptado por la audiencia debido a que los términos que se utilizaban en las transmisiones eran en inglés, Von Rossum castellanizó dichos términos para crear un nuevo puente lingüístico entre este deporte y los aficionados hispanohablantes, principalmente los ubicados en México.
Su innovación fue todo un éxito, pues consolidó la sempiterna relación de la NFL con México, a su vez que popularizaba este deporte en cada rincón de la república.
Trabajó para Canal 12 y Canal 13 (antes de ser TV Azteca) en Monterrey, cuando ambas transmisiones se emitían de manera conjunta.
En 1970 entra a trabajar a Telesistema Mexicano, (posteriormente Televisa) donde permaneció hasta 1984 y donde formó a varios cronistas de americano, principalmente a Toño de Valdés, Enrique Burak y Pepe Segarra, quienes son considerados como leyendas de la crónica deportiva en México.
En 1984 pasó a ser Director de Canal 28 y Radio Nuevo León. Siguió transmitiendo americano para Imevisión, donde pudo hacer mancuerna con Pepe Espinoza.
Por razones desconocidas, Fernando Von Rossum se alejó de los medios de comunicación, hasta su regreso a Fox Sports México, en 2006. Permaneció activo en dicha televisora hasta 2016, cuando anunció su retiro como cronista en el marco de la transmisión del Super Bowl L.
A lo largo de más de 50 años de trayectoria, narró más de 2 mil 500 partidos y más de 20 Super Bowls.